# Pāyekam
Pāyekam (persiska: پاکم, Pākam, پايکم, پَچَم) är en ort i Iran.   Den ligger i provinsen Kerman, i den sydöstra delen av landet, 1 000 km sydost om huvudstaden Teheran. Pāyekam ligger 1 150 meter över havet och antalet invånare är 876.
Terrängen runt Pāyekam är huvudsakligen platt, men norrut är den kuperad.Runt Pāyekam är det glesbefolkat, med 14 invånare per kvadratkilometer. Närmaste större samhälle är Bam, 8,8 km öster om Pāyekam. Trakten runt Pāyekam är ofruktbar med lite eller ingen växtlighet.